# Stazione sperimentale carta, cartoni e paste per carta
45°28′36.5″N 9°13′35.1″E

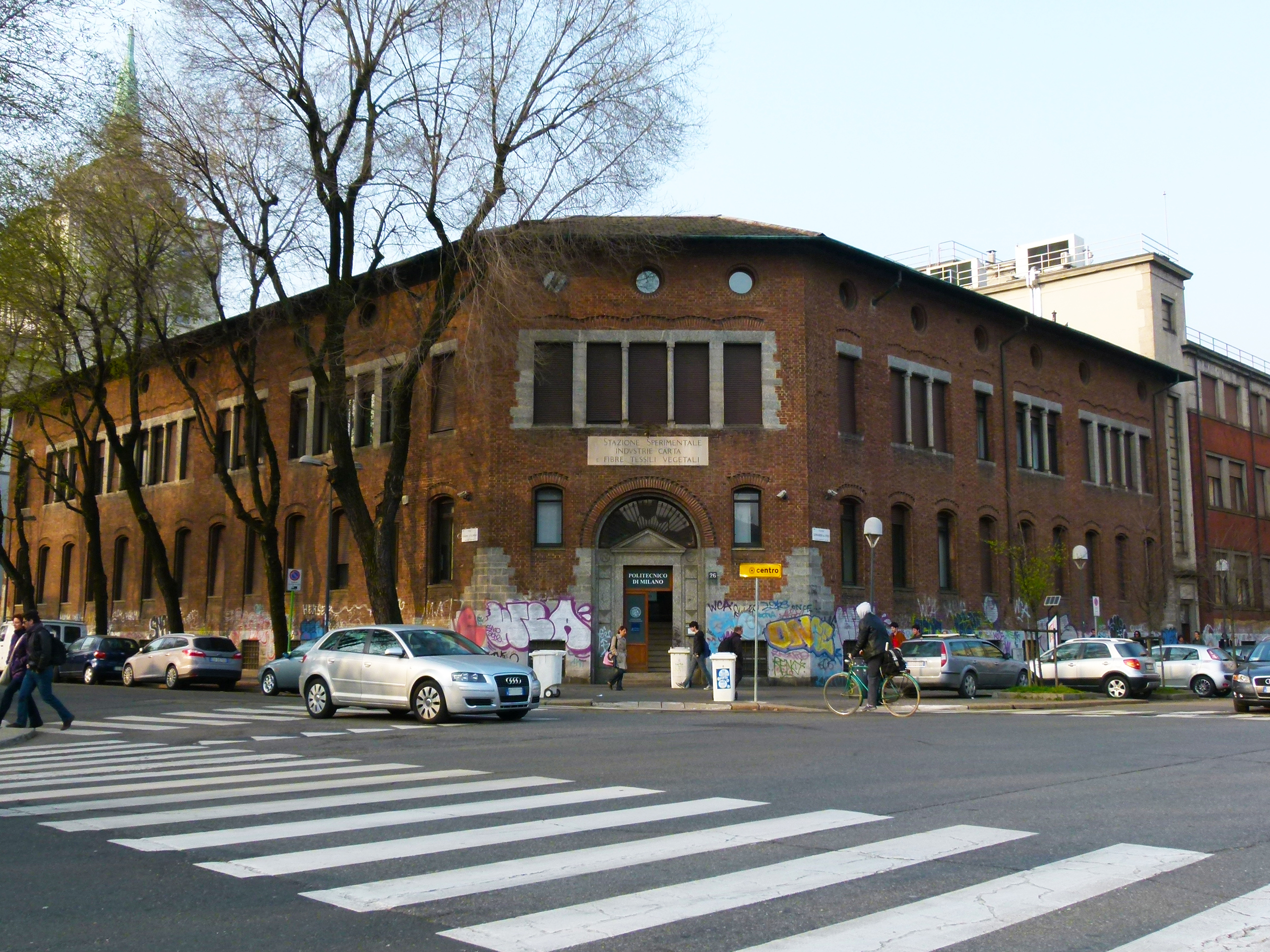
La sede della stazione sperimentale

La Stazione sperimentale carta, cartoni e paste per carta (SSCCP) è una azienda speciale della Camera di commercio di Milano con sede nella stessa città, in piazza Leonardo da Vinci 16.
Dal 1º ottobre 2011 la Stazione, le altre tre stazioni sperimentali presenti a Milano e la ex Azienda speciale Innovhub, confluiscono nell'azienda speciale Innovhub Stazioni sperimentali per l'industria (ISSI).
La legittimità giuridica della costruzione ad hoc delle Aziende speciali, quali soggetti giuridici nei quali far confluire direttamente i dipendenti delle soppresse Stazioni Sperimentali è stata rigettata dalla sentenza pronunciata il 5 aprile 2013 dal Giudice del lavoro del Tribunale di Nocera Inferiore, nel ricorso presentato dai dipendenti della sede periferica della SSICA situata ad Angri, nei confronti della CCIAA di Parma. Accertati e dichiarati trasferiti ope legis i rapporti di lavoro subordinato a tempo indeterminato, intercorrenti tra i ricorrenti e la soppressa Stazione Sperimentale SSICA, alla Camera di Commercio di Parma, a decorrere dall'entrata in vigore del D.L. 31.05.2010 n.78.
Scopo della SSCCP è la ricerca scientifica applicata al settore cartario e cartotecnico.

## Struttura
La struttura della SSCCP si articola nei moduli così denominati:
- alimentarietà
- ambiente
- amministrazione e servizi generali
- CEPI Comparative Testing Service
- commerciale
- microbiologia e microscopia
- produzione cartaria
- qualità prodotto

## Attività
Le attività svolte dalla SSCCP si possono raggruppare in:
- ricerca scientifica applicata
- prove e consulenze su materiali, prodotti e processi
- formazione ed aggiornamento nel settore cartario
- partecipazione all'attività di normazione tecnica
- biblioteca e collezioni tematiche